# El Rincón (Jalisco)
El Rincón es una población ubicada del municipio de Zapotiltic en el estado de Jalisco, México.
Además es una localidad bien comunicada con la cabecera municipal de Zapotiltic,de la cual es la segunda localidad más poblada del municipio con el 8.6% que cuenta con 2,912 habitantes,con un porcentaje de mujeres del 50.9% y hombres del 49.1%,asimismo se encuentra a una altitud de 1.240 metros sobre el nivel del mar,y con una extensión territorial de 0,666 km².

## Demografía
En El Rincón hay un total de 518 hogares. De estos, 517 son viviendas, 18 tienen piso de tierra y unos 9 consisten de una sola habitación. 501 de todas las viviendas tienen instalaciones sanitarias, 506 están conectadas al servicio público, 500 tienen acceso a energía eléctrica.
La estructura económica permite a 26 viviendas tener una computadora, a 407 tener una lavadora y 501 tienen una televisión.
En el 2020, en la localidad el grado de marginación fue muy bajo, cuenta con un porcentaje de población de 15 años o más sin primaria completa del 37.3% y con un 3.5% de población analfabeta.

### Religión
La religión católica representa el 97.5% profesada por la población, seguida con el 1.6% por protestante-cristiano evangélico y sin ninguna religión o adscripción a un grupo religioso con un 0.9%.

#### Fiestas religiosas
- Vía crusis viviente: representación actoral por parte de la población del Rincón, cada año en Viernes Santo.
- Fiesta en honor a Cristo Rey: mes de noviembre.
- Virgen de Guadalupe: los días del 8 al 12 de diciembre.[9]

## Cultura

### Sitios de interés
Existen algunos de los atractivos de infraestructura turísticos y naturales en la localidad de El Rincón, Jalisco, los cuales se señalan a continuación:
- Presa "El Calaque": anteriormente se conocía por el nombre de “Calaqui”, aunque, hubo un cambio de nombre ocasionado por la pronunciación de los pobladores de las inmediaciones,[10] actualmente se nombra “Calaque”, ubicado al norte de la localidad,[11] donde se desarrollan actividades de ecoturismo, turismo rural, aventura y deportes extremos.[12]
- El Torreón: fue construida de piedra y ladrillo una figura cilíndrica,[11] esto en el año de 1904 se edifica una torre de vigilancia para observar a las personas que arribaban a la Hacienda de El Rincón, ubicada a la mitad de Zapotiltic y la Hacienda.[9]
- El Acueducto: en la actualidad en el pueblo se observan por la calle 12 de octubre ciertos tramos de la ancestral construcción creada para transportar agua de El Rincón a la localidad cabecera de Zapotiltic.[9]
- Hacienda de El Rincón: fue fundada en el año 1895 por Severo Gómez Vizcaíno y Carlota Gómez Adame, familia dedicada principalmente al negocio de la agricultura con la producción de caña de azúcar y a la ganadería con más de 100 cabezas de ganado vacuno, asimismo tenían a su mando 200 trabajadores en la hacienda con un terreno aproximadamente de 7,000 hectáreas.[10]